# Ágora de Tronquoy
El Ágora de Tronquoy es un ágora y fue la primera construcción arquitectónica que se realizó en la Ciudad Abierta, se construyó en 1972, hoy solo subsisten algunas ruinas del suelo de la misma. Se edificó como cenotafio al diseñador francés Henri Tronquoy, partícipe de la primera travesía y profesor de la Escuela de Arquitectura, quien murió el 3 de diciembre de 1969, en un accidente aéreo sobre el Mar Caribe. Fue también en este lugar donde se realizó el acto de apertura de los terrenos de la Ciudad Abierta.
Cuando se funda la Ciudad Abierta, ella se propone «ser ciudad», es por lo anterior que la Escuela de Valparaíso, redefine ciertos conceptos respondiendo a la pregunta de que significa "ser ciudad", entre ellos el de ágora (utilizándolo no en el sentido tradicional griego). Cuestiona que es lo "que hace que un lugar sea ciudad", llegando a la concluisón de que es la palabra. Por eso las primeras construcciones en la Ciudad Abierta son Ágoras, edificaciones que "dan lugar a la palabra".
En un principio se proyectan tres Ágoras iniciales: el Ágora de los Huéspedes, localizada en la parte alta de los terrenos de la Ciudad Abierta, el Ágora del Fuego, en el campo dunar y el Ágora de Tronquoy, en la vega que se encuentra cercana al borde costero. Su suelo estaba compuesto por ladrillos y losetas de cemento (aún quedan restos del mismo), sus muros por tabiques de madera, la estructura en madera y su cubierta en planchas de aluminio y junquillo.